# Militant
Militant har kommit att betyda en individ eller en grupp som är beredda att ta strid för sin sak, som uttalat hård kritik eller varit fysiskt eller verbalt aggressiva, vanligtvis för sin sak[källa behövs]. 